# مورچه پرنده

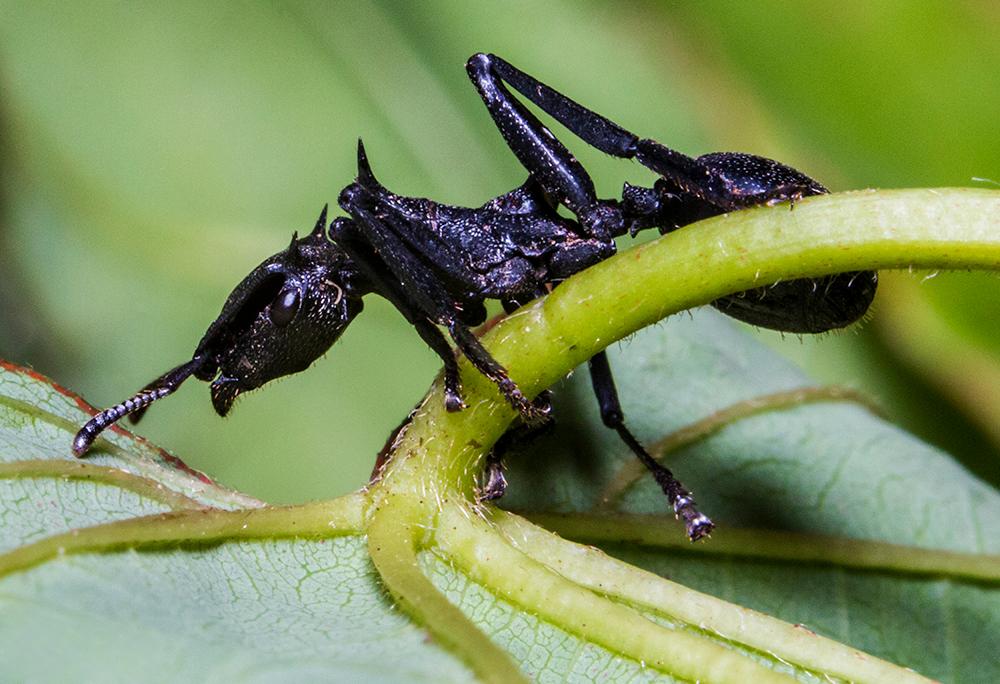
Cephalotes atratus، یکی از چندین گونه‌هایی که این توانایی را نشان می‌دهد. سر خوردن با سازگاری‌های خاصی مانند سر صاف انجام می‌شود.

مورچه‌های پرنده (به انگلیسی: Gliding ant) مورچه‌های درختی از چندین سرده مختلف هستند که هنگام سقوط از درخت توانایی کنترل جهت فرود خود هستند. مورچه‌های پرنده مانند بسیاری دیگر از گلایدرها در تاج جنگل‌های بارانی زندگی می‌کنند، در صورت افتادن یا کوبیده شدن از شاخه، از سر خوردن خود برای بازگشت به تنه درختی که روی آن زندگی می‌کنند، استفاده می‌کنند. سر خوردن برای نخستین بار برای Cephalotes atratus در جنگل‌های بارانی پرو کشف شد.